# 安东·拉玛萨雷斯
安东·拉玛萨雷斯（西班牙，1954年—）同何塞·玛丽亚·赛西里亚、米格尔·巴尔赛洛以及维克多·米拉一样同属于西班牙“80年代”画家。在以木头和硬纸片为材料的作品中，他借助对油彩和其它原料的试验创造出自身独特的艺术语言。其风格也由最初的游戏化的表现主义，过渡到之后的非象主义和抽象艺术，最后阶段则变为了融合灵魂和回忆、情欲和精神、梦幻和诗歌的极简主义。随着国际影响的不断扩大，他的画作不仅在各大洲的众多城市被展出，还被索非亚王后国家博物馆、加里西亚现代艺术中心和马德里现代艺术中心等艺术机构以及众多个人和基金会收藏。

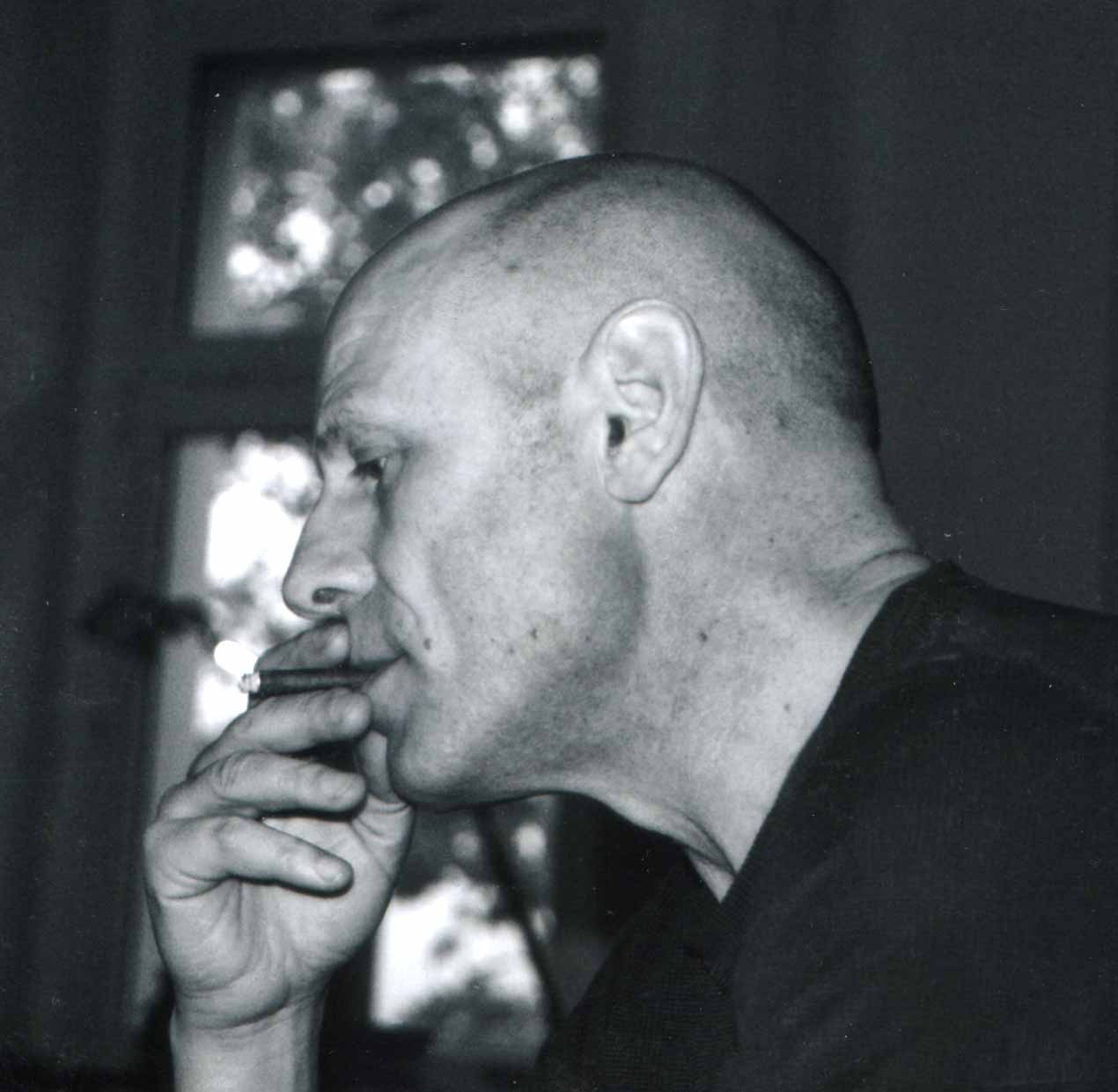
拉玛萨雷斯2005年于柏林

## 生平

### 早年创作：绘画和诗歌
(加里西亚, 1954-1977)

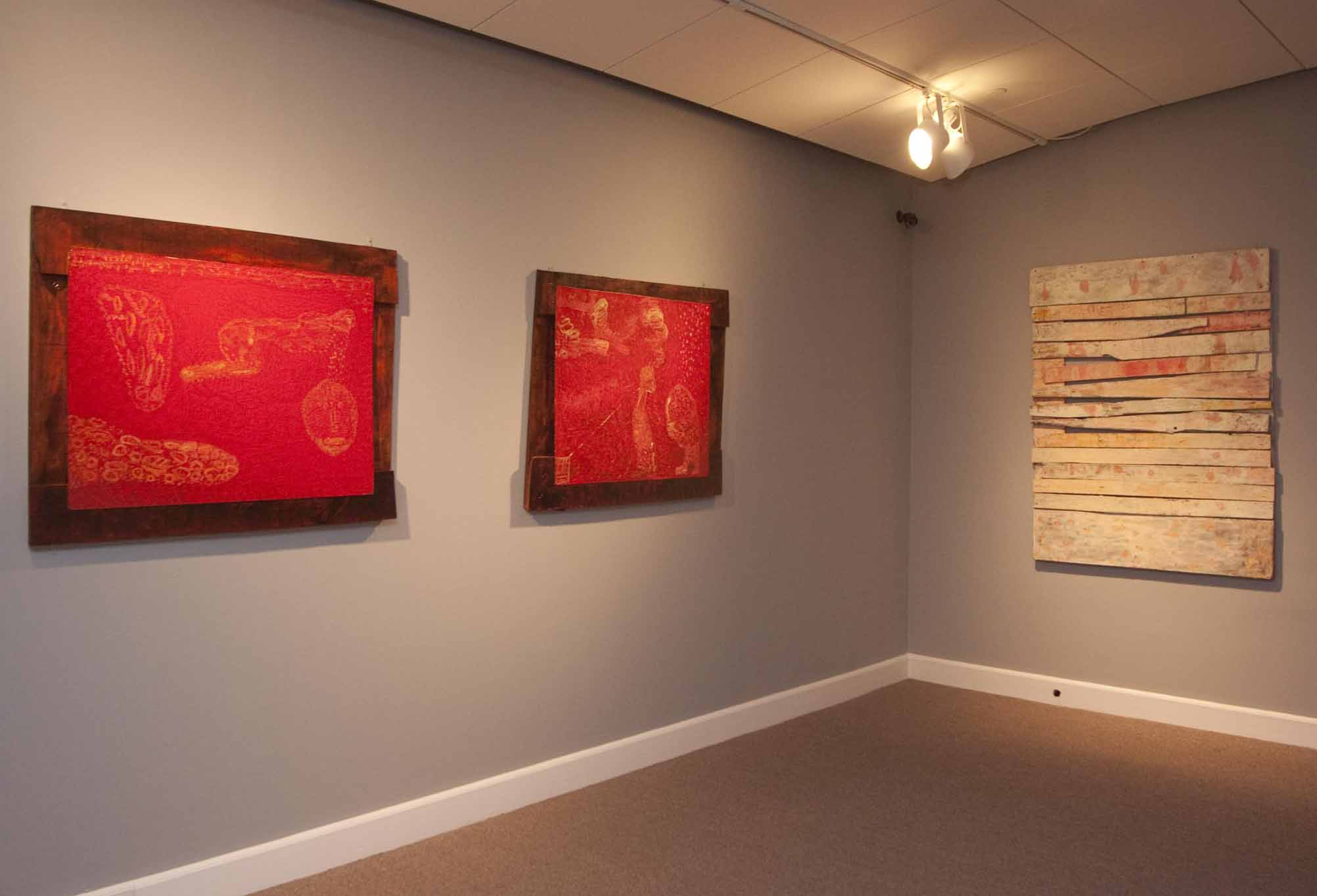
Sueño e Colorao 和Titania e Brao系列作品

拉玛萨雷斯于1954年1月2日出生于加里西亚省彭德维德拉一个名叫马赛伊拉的小村子；童年时的乡村生活在他日后的想象和创作中留下了深刻的印记。1963至1969年他进入埃尔博恩的方济各会修道院学习；在此期间他阅读了大量文学作品，尤其是古希腊罗马的经典作家。七十年代后期他开始诗歌创作并与作家阿尔瓦罗·昆葛伊罗，画家拉科塞罗和曼努埃尔·贝斯葛拉建立了友谊。这两位画家也成为了他一开始的艺术参照。从此他的创作才能也转向了绘画领域，并采取了自学的形式。此间重要的是他1972年游历了欧洲多国为得就是能够直接学习他所崇敬的大师们的画作：梵高、保羅·克利、伦勃朗和豪安·米洛，此外还包括了塔皮埃斯、米亚雷斯、贾科梅蒂和培根，以及大洋艺术和中世纪艺术。
回国后他居住在巴塞罗那，从事建筑工的工作并同时在艺术中心学习，尤其是研究马雷斯博物馆和加泰罗尼亚国家艺术博物馆的浪漫主义时期的艺术收藏。之后他前往马德里，在那里与他的老师拉科赛罗重逢，还结识了诗人卡洛斯·奥罗萨。这段友情对拉玛萨雷斯来说至关重要：因为绘画与诗歌的交流几乎贯穿了他的所有作品。 
1973年，在他年仅19岁时，其画作就已经在各种集体或个人展上展出。1975年他加入了位于菲罗尔的海军陆战队。同年9月27日，在布尔戈斯审判之后，弗朗哥政府枪杀反对人士的消息使他震惊；在被处决的囚犯中包括了他的好朋友，15岁的同乡洪堡特·巴埃纳。拉玛塞雷斯沉浸在严重的抑郁中，并进入到了精神治疗部门；在那里他写下了诗作“阿迪巴尔”。

### 从表现主义和贫穷艺术到双面画
(马德里-纽约, 1978-1989)

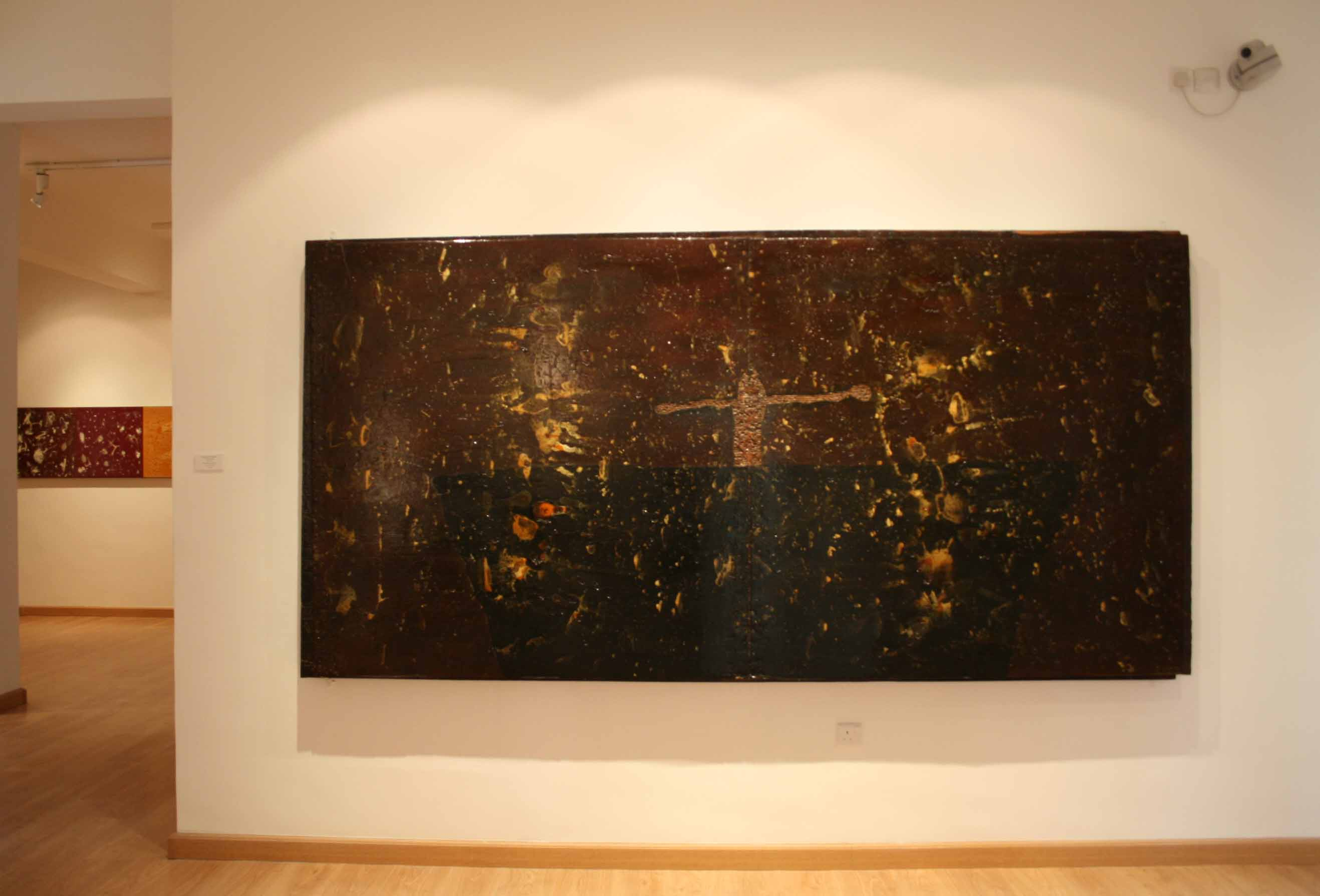
Gracias vagabundas系列作品中的Mauro在约旦国家画廊

1978年他定居在了马德里。在那里他与画家阿方索·佛拉伊雷建立了深厚友谊，并结识了画廊老板胡安娜·莫尔多、 艺术批评家兼诗人圣地亚哥·阿蒙及神经科医生阿尔贝托·波尔特拉。在波尔特拉周围聚集了一群艺术家–作家、电影人、音乐家和画家–，他们每周末都会在马塔波利高斯庄园聚会。拉玛萨雷斯也于1979年在那里举行了露天作品展。
八十年代是他更加忙碌工作，其作品影响也不断扩大：在满三十岁前，拉玛萨雷斯的作品已经在西班牙和国际上占有了一席之地。他的画作反映了有着游戏和梦幻气息、表现主义线条的人物，同时色彩强烈而又极具独创性。 他的作品先后在马德里胡安娜·莫尔多画廊、比利时 的伊丽莎白·佛兰克画廊和巴塞罗那的卡斯帕尔画廊展出。随后他去到纽约，获得了两年的博尔布莱特奖学金。他的画作也日趋突出纯净和材料的概念，并在纽约的布鲁诺·法切蒂画廊展出。

### 大尺寸雕刻画
(巴黎-马德里, 1990-2003)

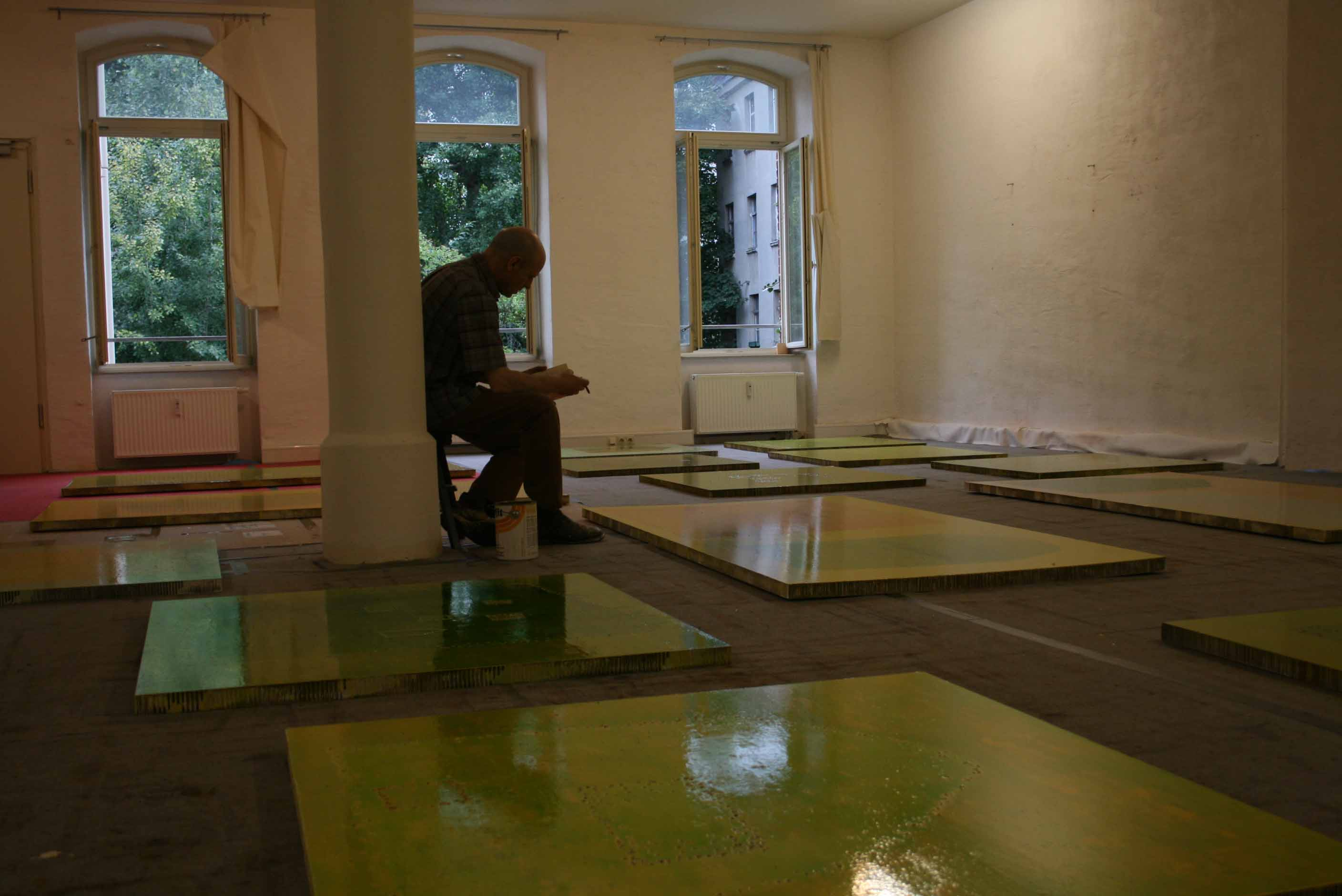
安东·拉玛萨雷斯在他的工作室

从1990到1991年，他获得了法国艺术协会奖学金旅居巴黎。1991年他在马德里开设了自己的画室，专事创作系列画作Gracias vagabundas 和 Desazón de vagabundos。 1996年五月到十一月间，受到加利西亚现代艺术中心邀请，他在加利西亚完成了系列画Gracias do lugar: Eidos de Rosalía, Eidos de Bama。 1997年六月至十一月他在圣塔巴伊亚·德·玛塔罗沃斯完成了露天画作Bés de Santa Baia。1998年他在马德里创作了了致敬卡斯蒂利亚夏天的画作Titania e Brao，之后开始投身创作Pol en Adelán。 同时他也从事印刷艺术，如为古斯塔夫·马丁·加尔索的《头脑的歌》中五篇文章配的版画以及为Itinerarium配得平版画。后者被法国政府授予了年度书籍的荣誉。2001年他在拉科鲁尼亚的滨海车站举行了以“一口袋硬面包”为题的大型作品展。
他的作品还被西班牙外交部的西班牙艺术对外宣传项目选中，同其他西班牙艺术家Saura, Chirino, Hernández Pijuan, Millares, Serrano, Oteiza 和 Tàpies一起做国际推广。拉马萨雷斯先后到访佛罗伦萨和阿西斯以便近距离接触文艺复兴时期画作，并且他还把自己新的画作Follente Bemil献给了旧金山市。

### 从抽象主义到诗歌极简主义
(柏林,  2004起至今)

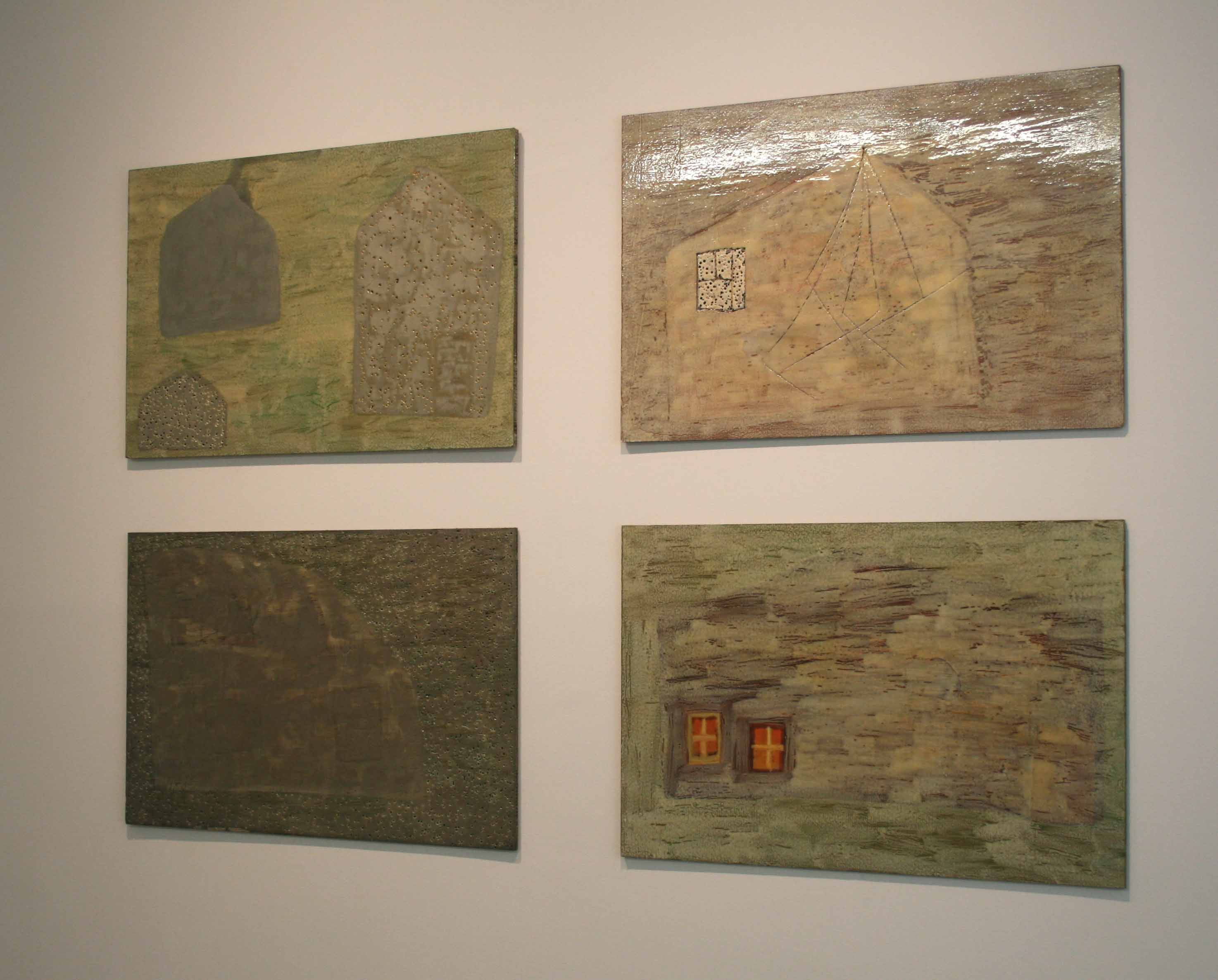
Domus Omnia在圣地亚哥·德·康普斯泰拉展出

之后他移居柏林，并居住至今。在其父亲死后，他开始创作E fai frío no lume（火中的寒冷）。并在斯洛文尼亚和匈牙利布达佩斯的Kiscelli博物馆举办了大型画展。 

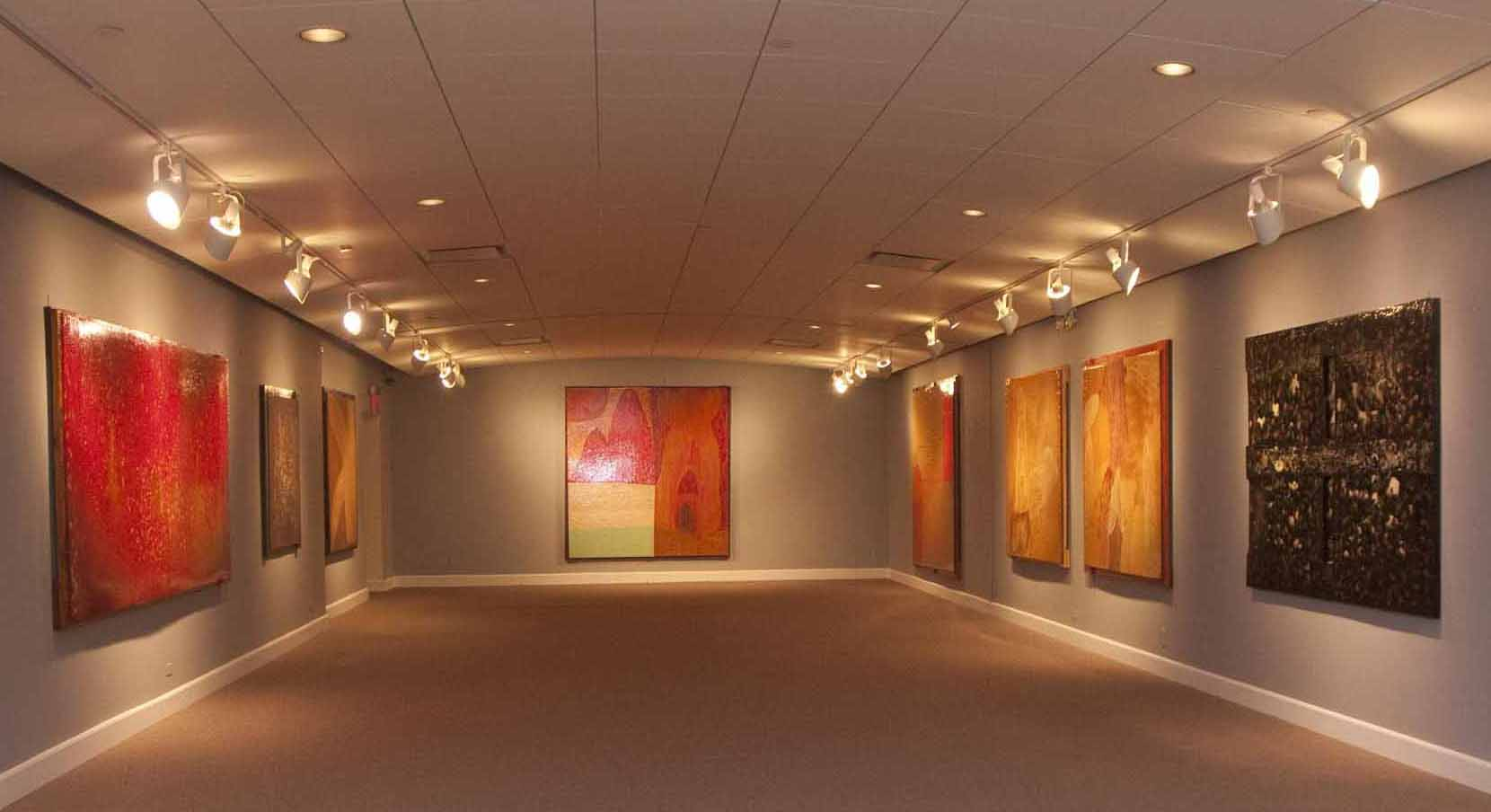
2009年拉玛萨雷斯在纽约的画展

之后他投入到了画作Domus Omnia的创作中， 并为奥洛萨的两部诗集配插图：为《无节制的欲望》创作了丝网印刷画，和为《轻飘飘的感觉处处洋溢》所作的五幅平版画。2008年他在阿曼的约旦国家艺术馆展出了画作《无主的疆界》并在叙利亚的塞万提斯学院展出了印制作品集。在此期间诗人塔赫尔·利雅得还把题为《拉马塞莱斯的赞歌》献给了他。2009年他在纽约的索菲亚皇后西班牙学院和西班牙的奥伦塞分别展出了其画作。 2010年他举办了纪念西班牙诗人文森特·阿莱克桑德勒的系列画展，并由于其国际影响和努力获得了“拉克谢罗奖”。 同年他还在圣地亚哥·德·康普斯特拉的大学教堂和图伊举办了画展。在图伊的国际电影节上还放映了由兄弟导演纳伊拉和哈维·桑斯导演的长片《无主的疆界》。该片通过安东·拉玛萨雷斯自己的视角，在绘画、诗歌和自然世界中进行了游历。